# NeoLAZ-12
NeoLAZ-12 (інші назви ЛАЗ Lemberg, ЛАЗ-52081) — 12.5-метровий «півтораповерховий» туристичний автобус львівського виробництва. Виробляється з 2004 року понині. Зроблений по одному з найсучасніших іноземних дизайнів туристичних автобусів. З 2010 року дана модель називається Lemberg, а під маркою NeoLAZ-12 виготовляється дещо інша модель.

## Історія

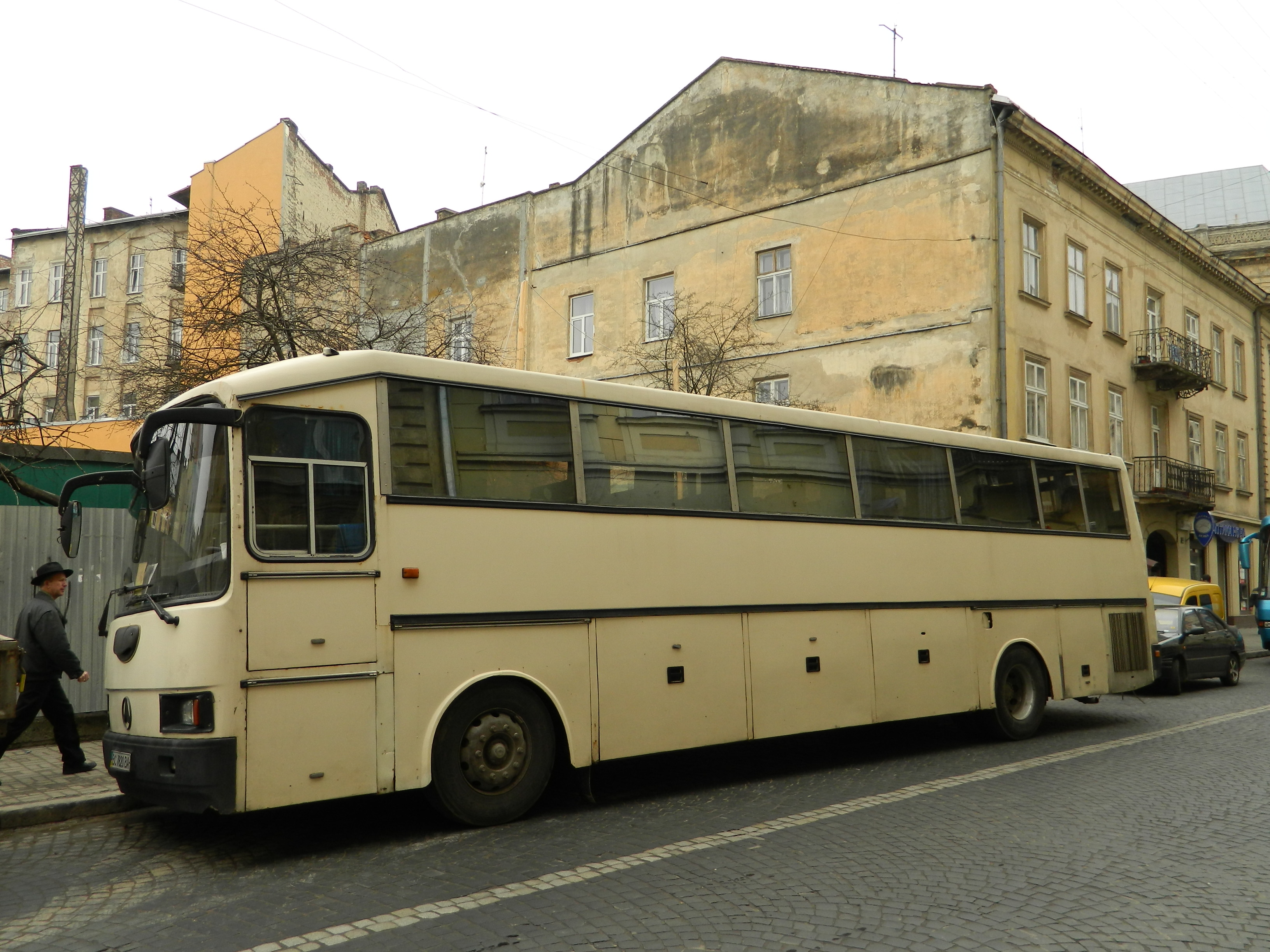
ЛАЗ-5208 1994 року

Ідея створення півтораповерхового туристичного автобуса на ЛАЗі не нова, з 1976 по 1990 році Всесоюзний конструкторсько-експериментальний інститут автобусобудування розробляв дослідну модель ЛАЗ-5255 «Карпати» на 43 місця з двигуном КамАЗ і багажниками місткістю 6,7 м³.
У 1994 році на виставці "Український автобус-94" у Львові, показали перший прототип ЛАЗ-5208 з 302-сильним двигуном Renault, коробкою передач від MAN. Автобус був оснащений АБС і ПБС Bosch, кондиціонером Thermo King, сидіння - югославські. Бокові вікна були вклеєні, на першому поверсі туалет. Прототип ЛАЗ-5208 мав високий кузов та високі багажники, за основу був взятий автобус ЛАЗ-5207 від нього також стояло невисоке переднє скло.
В 2000 році на ЛАЗі розроблено новий прототип ЛАЗ-5208 Фото [Архівовано 6 квітня 2019 у Wayback Machine.] з абсолютно новим кузовом і подвійним лобовим склом. Автобус мав 50 місць, двигун ЯМЗ-236 об'ємом 11,15 л, 6-ст. МКПП ZF, багажний відсік місткістю 10 м³, кондиціонер Webasto, телевізор, кавоварку і туалет. ззовні автобус був подібний на ЛАЗ-5207, тільки мав високі багажники.
В 2003 році розпочато проектування абсолютно нового півтораповерхового автобуса ЛАЗ-52081 «НеоЛАЗ». Автобус розробили за 8 місяців.

## Опис

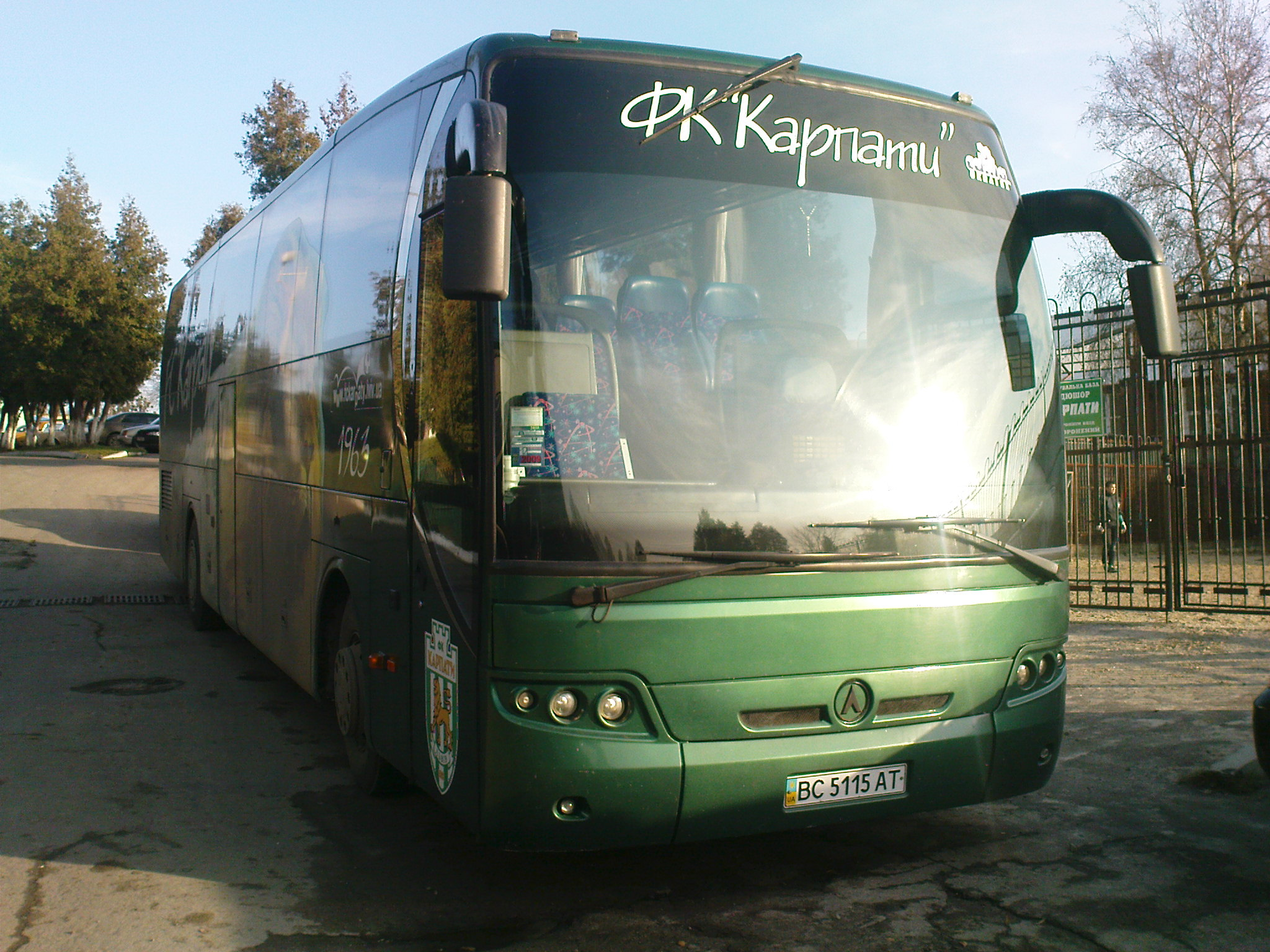
NeoLAZ 12

За основу ЛАЗ-52081 «НеоЛАЗ» був взятий туристичний автобус Mercedes-Benz Travego. Півтораповерховик НеоЛАЗ вважається автобусом підвищеного комфорту — він має тоновані вікна, оригінальну «вагонну» форму кузова. Загалом туристичний автобус вміщує 49-51 пасажирів не рахуючи водія. Автобус розрахований на дуже далекі автобусні перевезення, тому сидіння пасажирів ортопедичні, відкидаються майже на 70 градусів, мають висувні підлокотники з 3 режимами, столики типу «vogel-sitze», тобто приєднані до місця пасажира спереду, мають підножки, які висуваються та забираються у 3 режими відкиду. Також на кожній із спинок крісел, окрім столика є невеличкий відсік для дрібного сміття (фантиків, папірців, оберток тощо). Можливе невелике зміщення сидінь.
Наверху кожного з сидінь є спеціальна система індивідиуального обдуву пасажира (кондиціонер працює тільки під час руху автобуса) (узято ідею від туристичних автобусів «Iveco»).
У автобусі є також 2-3 РК телевізорами-моніторами, є холодильник, туалет та кавоварка.
Місце водія також відповідає сучасним стандартам — хоча воно не відрізняється від пасажирських, воно може переставлятися на кілька сантиметів управо-вліво. Кермо надзвичайно легке для керування, коробка передач 6-ти ступінчата виробництва ZF. У автобуса величезне панорамне скло і один-над-одним слоочисники, що дозволяють очистити максимально необхідну для водія площу скла від опадів, є функція промиття скла, на новіших модифікаціях встановлено і один верхній склоочисник (розташований саме зверху). В автобуса система гальмування WABCO і антибуксувальна (ASR) та антиблокувальна (ABS) система.
У автобуса низька і м'яка підвіска, що дозволяє плавно рухатись на великих швидкостях. Максимальна швидкість автобуса 120 км/год. Кузов автобуса вагонної компоновки, оцинкований, багажні полиці, двері багажних відсіків і мотовідсіка з алюмінію, колісні арки й щаблі із нержавіючої сталі, повна антикорозійна обробка, клеєні панелі боковин до каркаса кузова. Автобус розрахований на величезний експлуатаційний строк — 20 і більше років.
ЛАЗ-52081 комплектується двигунами DEUTZ BF6M1013 Р6 7,15 л потужністю 286 к.с., MAN D0836 Р6 6,9 л потужністю 280-290 к.с., MAN D2066 Р6 10,5 л потужністю 400 к.с., Mercedes-Benz OM 457 LA V6 11,98 л потужністю 345-410 к.с.

## Модифікації
- ЛАЗ-52081 "НеоЛАЗ"
- ЛАЗ-5208DL "НеоЛАЗ"
- ЛАЗ-5208DT "НеоЛАЗ"
- ЛАЗ-5208ML "НеоЛАЗ"
- ЛАЗ-5208NL "НеоЛАЗ"

## Нагороди
За загальну комфортабельність автобус встиг отримати кілька нагород та відгуків:
1. Журналісти охрестили львівський автобус «машиною часу»;
2. Автобус було номіновано на премію «найкращий тур-автобус України» у конкурсі «Автомобіль року України»
3. «Найкращий міжміський автобус» (Москва)
4. «Найкращий автомобільний дизайн» на конкурсі дизайну автосалонів у Москві